# Emilio de' Cavalieri
Emilio de' Cavalieri (Roma, 1550 - Roma, 11 de março de 1602) foi um compositor e humanista italiano. Pertencente à Camerata Fiorentina ou Camerata dos Bardi, contribuiu com suas obras escritas para o desenvolvimento do estilo recitativo e da ópera.